# フレキシティ・スウィフト

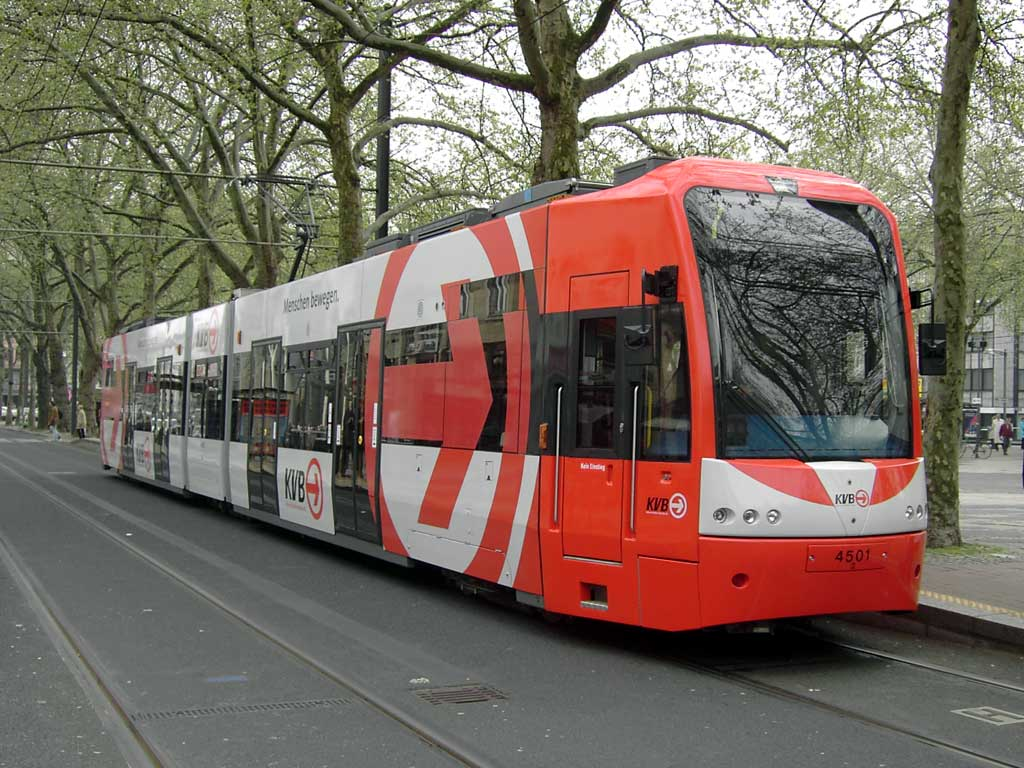
フレキシティ・スウィフト（ケルン市）

フレキシティ・スウィフト (Flexity Swift) は、ボンバルディア・トランスポーテーションが製造する「フレキシティ」シリーズに属する路面電車用車両であり、高速性能を重視している。ドイツのシュタットバーン、北米のライトレールなどにも用いられる。類似車両としてはアルストムのシタディス500、シーメンスのS70/アヴァント、近畿車輛の70%超低床LRV（特に名称無し） がある。

## 概要
基本となるのは3台車3車体連接の70%低床車で、多くの都市はこのタイプを採用している。中間の車体が極端に短く (1.4m)、中間の付随台車上に収まっており、ロングシートが片側2人分ずつ配置されている。前後の車体は14m程度で、両開き扉を片側2箇所ずつに設置している。

## 諸元
以下の諸元は過去の実績に基づく標準的な数値。
- 車体幅：2,650mm
- 全長：28,400–29,700mm
- 床面高さ：400mm（低床部）、590m（高床部）、350mm（ドア付近）
- 最高速度：80–100km/h
- 最小通過可能横曲線半径：25m
- 最急通過可能勾配：50–60‰

## 導入都市

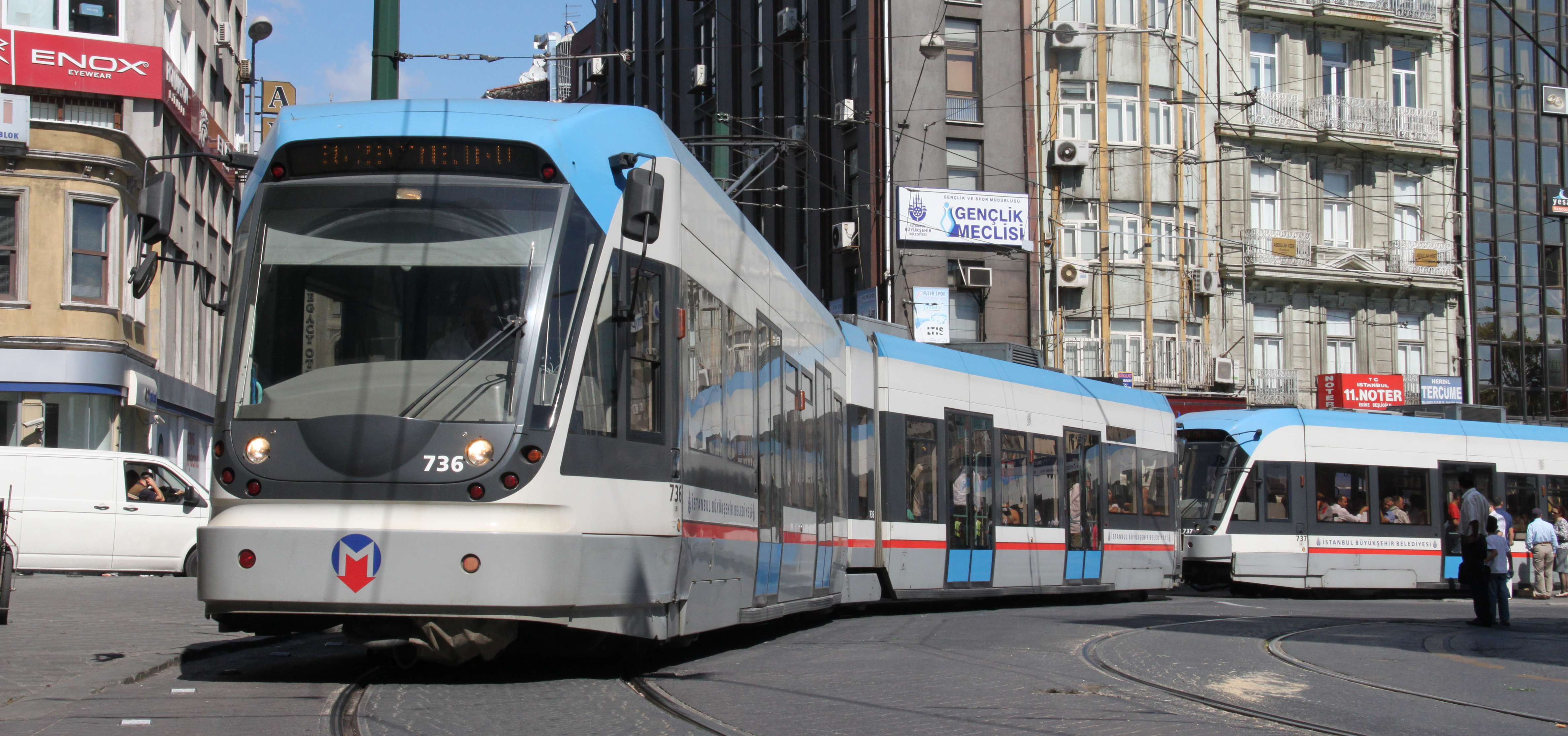
イスタンブールのトラムで使用されるフレキシティ・スウィフト。2編成の併結運用。

| 都市                   | 国             | 運行者       | 形式  | 投入開始   | 編成数                                                                   | 備考 |
| ---------------------- | -------------- | ------------ | ----- | ---------- | ------------------------------------------------------------------------ | --- |
| ケルン                 | ドイツ         | ケルンLRT    | K4000 | 1995年     | 124                                                                      | |
| ケルン                 | ドイツ         | ケルンLRT    | K4500 | 2005年     | 69（受注数）                                                             | K4000の増備車で、中間車体が2.6mとなり、前後の車体はやや短くなった。                                             |
| ケルン                 | ドイツ         | ケルンLRT    | K5000 | 2000年     | 59                                                                       | シュタットバーン用の高床車で、床面高さは980mm。                                                                 |
| ボン                   | ドイツ         | ボンLRT      |       | 2003年     | 15                                                                       | ケルンのK5000と同一仕様の車両。                                                                                 |
| ロンドン（クロイドン） | イギリス       | トラムリンク |       | 2000年     | 24                                                                       | |
| ミネアポリス           | アメリカ合衆国 |              |       | 2004年     | 24                                                                       | 耐寒耐雪仕様で、-37℃の環境で運行可能。走行機器は東芝製。                                                        |
| ロッテルダム           | オランダ       |              | 5300  |            | 63                                                                       | メトロ用の第三軌条集電 (750V)、高床車両。2車体連接で各車体に片側3扉を設ける。シートは一方向固定のクロスシート。 |
| ロッテルダム           | オランダ       | 5400         |       | 18         | スネルトラム用で、750V第三軌条集電・600Vパンタグラフ集電に対応した車両。 | |
| ストックホルム         | スウェーデン   |              |       | 2002年     | 22                                                                       | |
| イスタンブール         | トルコ         |              |       | 2001年受注 | 55                                                                       | |